# Boccacio Life-Nico Lapage-Deschacht-Mowi
Boccacio Life-Nico Lapage-Deschacht-Mowi oder Boccacio Life-La William-Fondua-Daccordi war ein belgisches Radsportteam, das von 1988 bis 1989 bestand.

## Geschichte
Das Team wurde 1988 von Johnny Van Den Borre gegründet. Im ersten Jahr konnte Platz 15 beim Kampioenschap van Vlaanderen, Platz 10 beim Grand Prix de Wallonie, Platz 8 beim Omloop van het Houtland Lichtervelde und Platz 3 bei Binche-Tournai-Binche erreicht werden. 1989 konnte das Team dritte Plätze beim Schaal Sels, beim GP Stad Zottegem, beim Grote Prijs Stad Vilvoorde und bei Nokere Koerse erzielen. Außerdem Platz 7 beim Le Samyn. Nach der Saison 1989 löste sich das Team auf.
Hauptsponsor war von 1988 bis 1989 ein belgischer Nachtclub in Destelbergen.

## Monumente-des-Radsports-Platzierungen
| Monument                 | 1988 | 1989 |
| ------------------------ | ---- | ---- |
| Mailand–Sanremo          | –    | –    |
| Flandern-Rundfahrt       | 56   | –    |
| Paris–Roubaix            | –    | –    |
| Lüttich–Bastogne–Lüttich | –    | –    |
| Lombardei-Rundfahrt      | –    | –    |

## Bekannte Fahrer
- Gregor Braun (1988)